# Tuliszków (gemeente)
De gemeente Tuliszków is een stad- en landgemeente in het Poolse woiwodschap Groot-Polen, in powiat Turecki.
De zetel van de gemeente is in Tuliszków.
Op 30 juni 2004 telde de gemeente 10 513 inwoners.

## Oppervlakte gegevens
In 2002 bedroeg de totale oppervlakte van gemeente Tuliszków 149,44 km², waarvan:
- agrarisch gebied: 66%
- bossen: 27%

De gemeente beslaat 16,08% van de totale oppervlakte van de powiat.

## Demografie
Stand op 30 juni 2004:
| Omschrijving                   | Totaal | Totaal | Vrouwen | Vrouwen | Mannen | Mannen |
| ------------------------------ | ------ | ------ | ------- | ------- | ------ | ------ |
| eenheid                        | aantal | %      | aantal  | %       | aantal | %      |
| inwoners                       | 10 513 | 100    | 5338    | 50,8    | 5175   | 49,2   |
| bevolkingsdichtheid (inw./km²) | 70,3   | 70,3   | 35,7    | 35,7    | 34,6   | 34,6   |

In 2002 bedroeg het gemiddelde inkomen per inwoner 1237,43 zł.

## Aangrenzende gemeenten
Krzymów, Malanów, Mycielin, Rychwał, Stare Miasto, Turek, Władysławów